# Moulin à poivre de Leipzig
 (août 2024).
Si vous disposez d'ouvrages ou d'articles de référence ou si vous connaissez des sites web de qualité traitant du thème abordé ici, merci de compléter l'article en donnant les références utiles à sa vérifiabilité et en les liant à la section « Notes et références ».
Le Moulin à poivre de Leipzig (en allemand, Leipziger Pfeffermühle) est un cabaret de Leipzig.

## Histoire
À l'initiative des membres du théâtre du Jeune Monde, le Moulin à poivre de Leipzig fut fondé le 22 mars 1954 avec une représentation sans titre. Il devint la même année le cabaret politico-satirique de la ville de Leipzig. La similitude du nom avec le cabaret d'exil le Die Pfeffermühle est une coïncidence. Les premiers problèmes avec le Parti socialiste unifié d'Allemagne (SED) sont apparus en 1956, après l'insurrection de Budapest, par le biais du programme intitulé Rührt Euch (Bouge-toi), pour lequel Erich Loest avait également contribué. Le directeur du Moulin à poivre, Conrad Reinhold, partit pour le cabaret berlinois Le Chardon  et passa ensuite à l'Ouest.
Toujours la même année, le cabaret quitta le zoo de Leipzig pour une maison de la culture avant de s'installer en 1961  au Bosehaus de Thomaskirchhof, où il demeura jusqu'en 2007. Entre 2008 et 2011 il prit ses quartiers dans la Gottschedstraße avant d'avoir son adresse actuelle dans le Kretschmanns Hof (de).
La Poule y fit ses débuts en 1959 et Edgar Külow (de) en fut le directeur entre 1962 et 1964 avant de se voir reprocher le programme Wolln wir doch mal ehrlich sein (Soyons honnêtes). Horst Günther le remplaça jusqu'en 1979, année où lui aussi dut partir à cause d'un programme, Wir können uns gratulieren (Nous pouvons nous féliciter).
Rainer Otto y entra en 1964 avant d'en devenir le directeur en 1981. C'est lui qui avec Siegfried Mahler écrivit la plupart des textes pour la troupe du théâtre, constituée d'Ursula Schmitter, Heiderose Seifer, Hanskarl Hoerning (de), Siegfried Mahler, Günter Schwarz et Manfred Stephan.
Emblème de la ville de Leipzig, le cabaret a pu se permettre nombre d'allusions politiques ambigües, mais les possibilités étaient limitées par la nécessité d'une approbation préalable du programme et de l'improvisation. La jauge était de 180 personnes, et les retransmissions télévisées cessèrent en 1964.
Le Moulin à poivre fut invité en RFA à partir de 1983, d'abord à l'initiative du maire de Sarrebruck, puis à celle du ministre-président de Sarre Oskar Lafontaine, avec l'accord de Erich Honecker. La même année, par l'intermédiaire de Werner Schneyder (de) et de Bruno Kreisky, des déplacements en Autriche ont été organisés. Ces tournées à l'Ouest durèrent jusqu'à la réunification, avec notamment un spectacle le 31 décembre 1989 au cabaret munichois Münchner Lach- und Schießgesellschaft (de) retransmis sur la ZDF.
Après la réunification, le Moulin à poivre connut des problèmes financiers et fut transformé en SARL en 1993. En, outre un incendie endommagea les locaux. Mais le cabaret fêta ses 50 ans en mars 2004 avec la participation de Dieter Hildebrandt et Gerhard Polt (de).
De 2005 à 2013, le cabaret a accueilli un théâtre pour la jeunesse.

## Galerie
Photos de Roger Rössing et de Renate Rössing

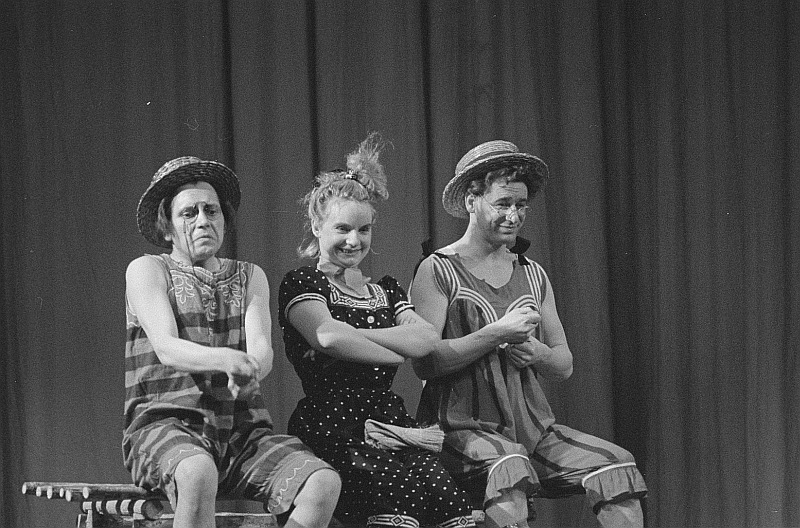
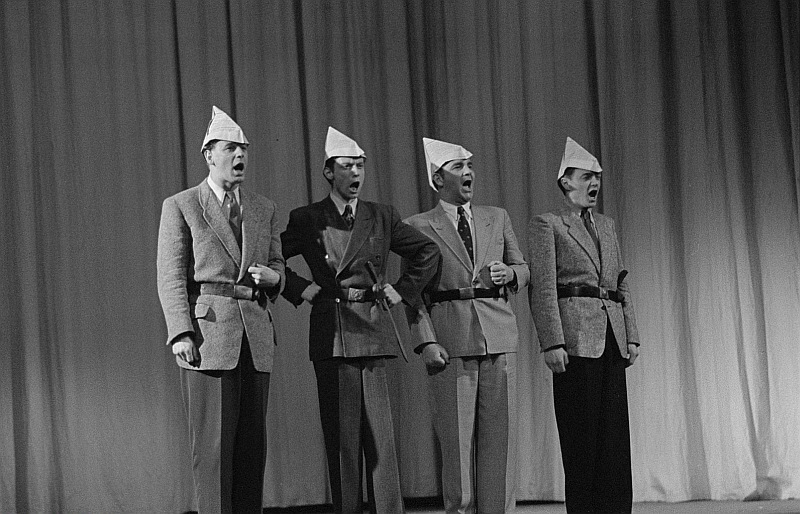
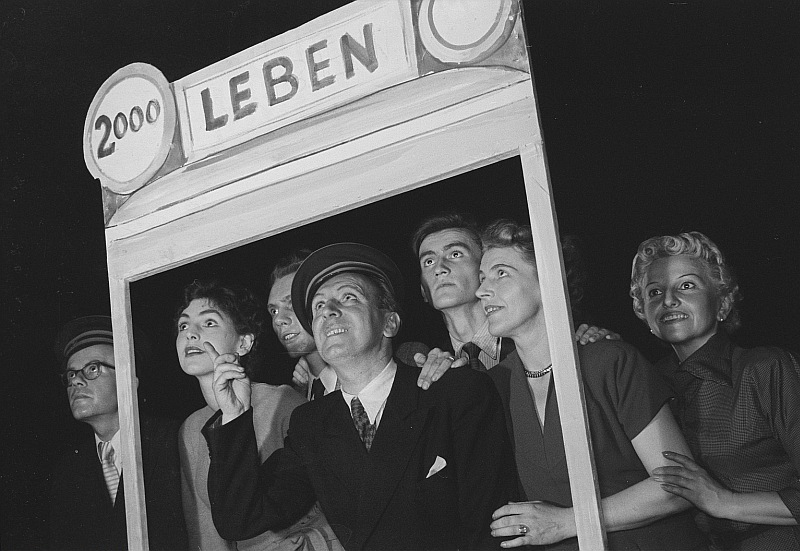
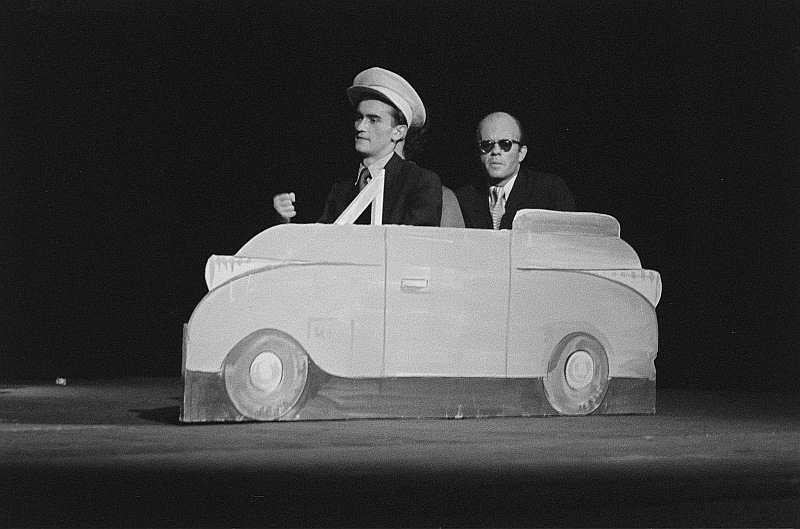
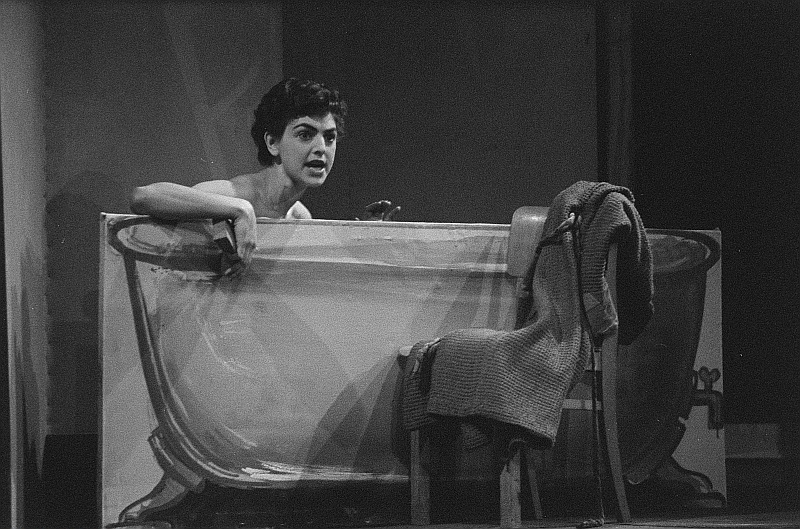
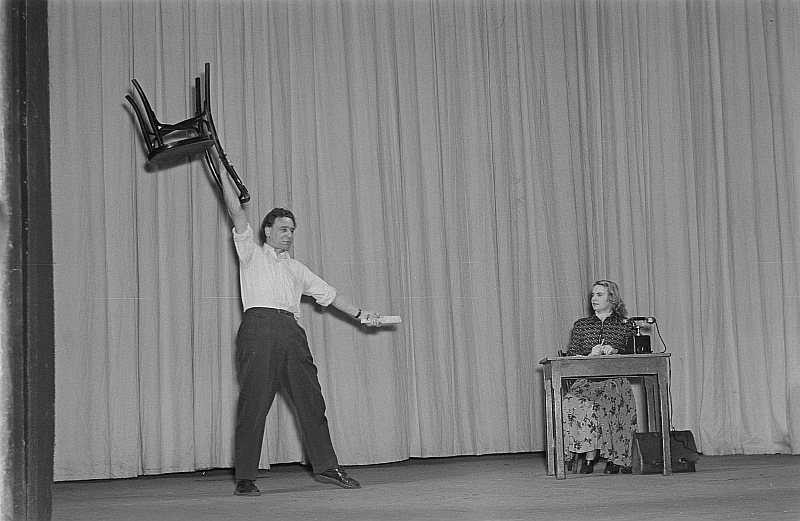
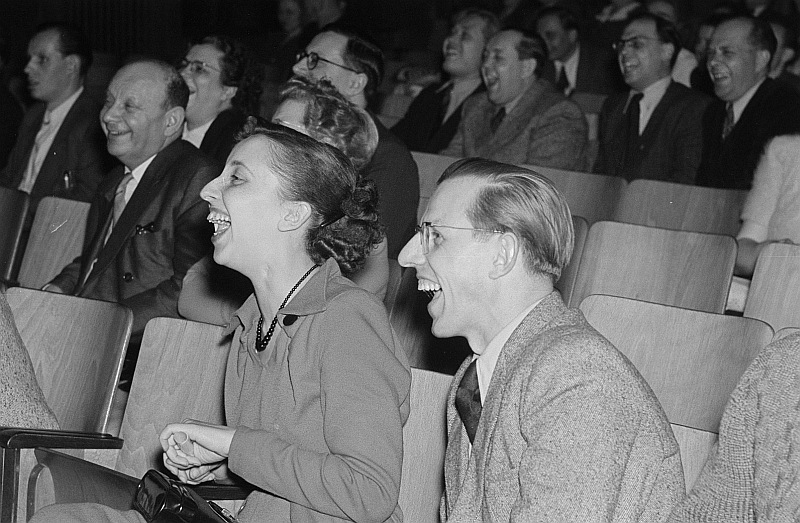
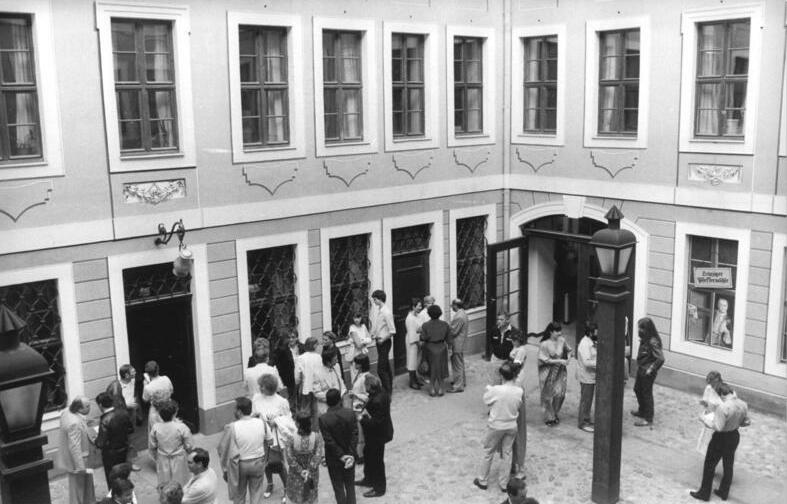

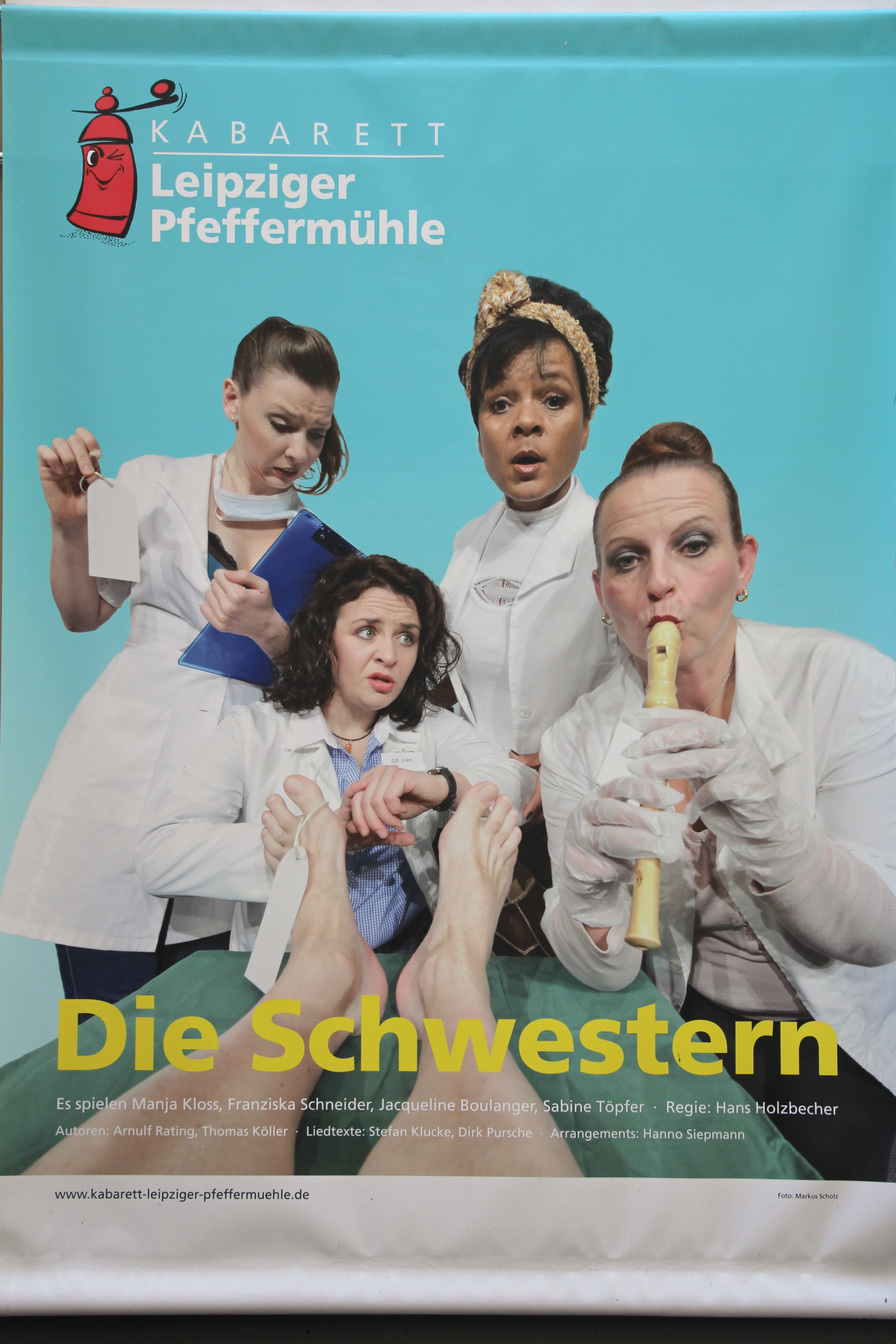
Affiche de 2015
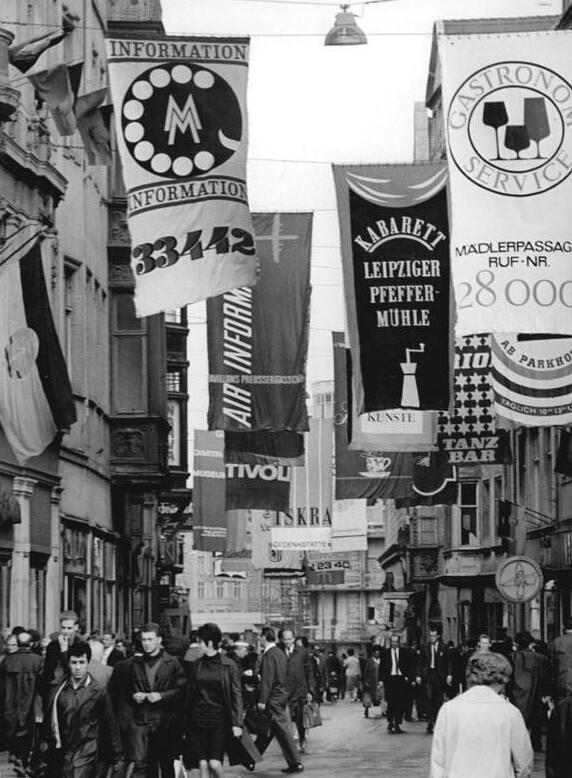
La Hainstraße (Leipzig) (de) avec une pub pour le cabaret, 1967. Photo : Heinz Koch
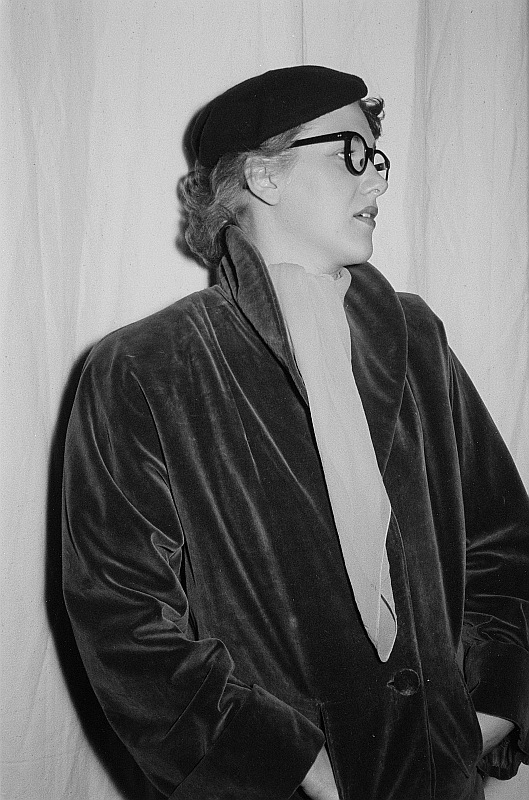
Johanna Clas (de)
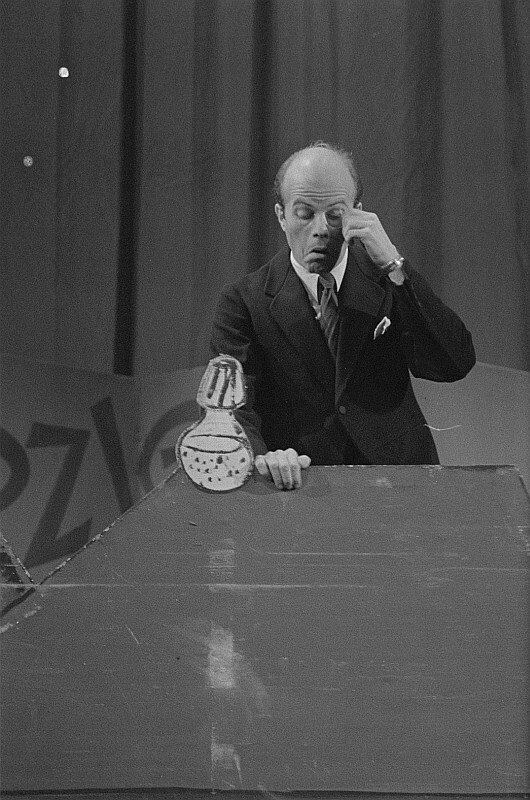
Gert Koegel
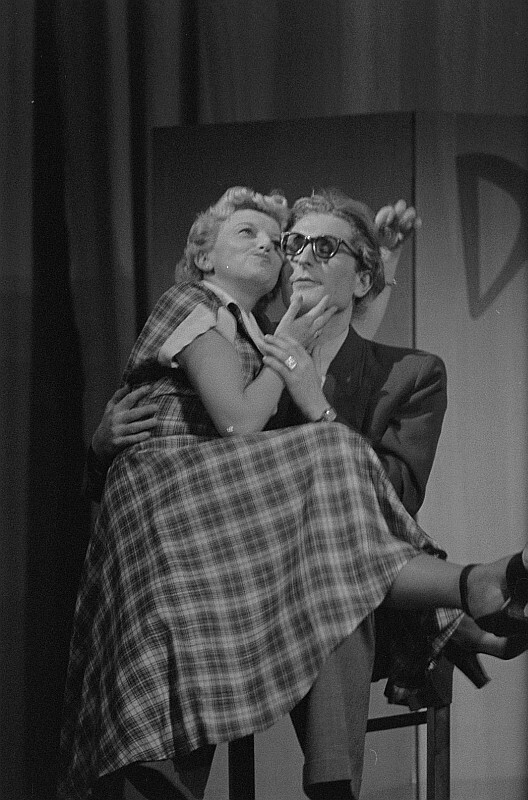
Anneliese Wartenberg et Wolfgang Kott
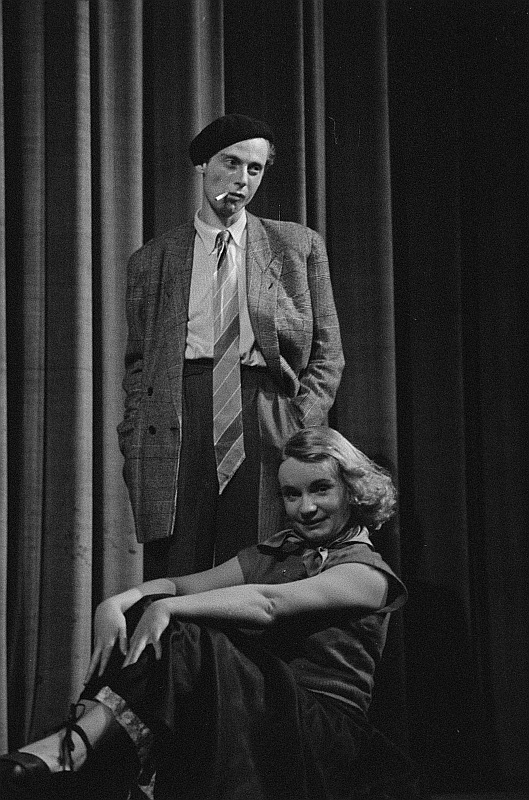
Ingeborg Krabbe (de) et Gerhard Linke
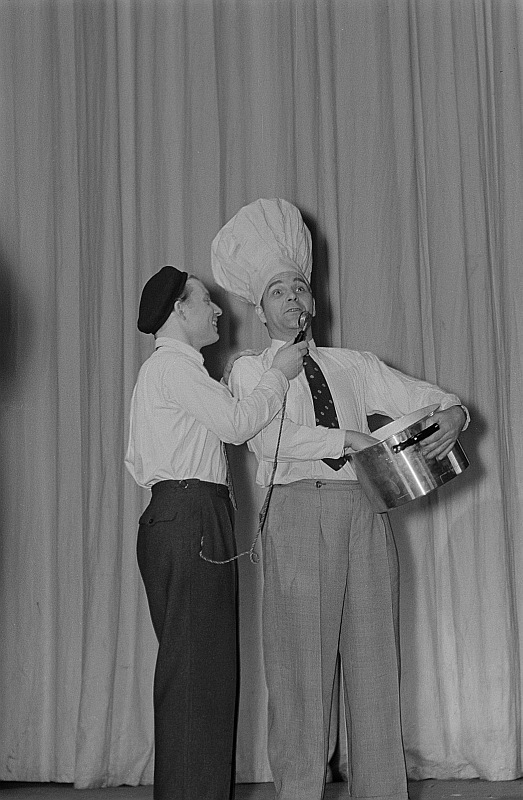
Günter Arndt et Hans Georg Schenk